# Regiunea Autonomă Maghiară
Regiunea Autonomă Maghiară (în maghiară Magyar Autonóm Tartomány) a fost o diviziune administrativ-teritorială situată în centrul Republicii Populare Române, înființată în anul 1952 (când a fost desființată regiunea Mureș și s-a reorganizat regiunea Stalin) și care a existat până în anul 1960, când a fost înființată regiunea Mureș-Autonomă Maghiară.

## Istoric

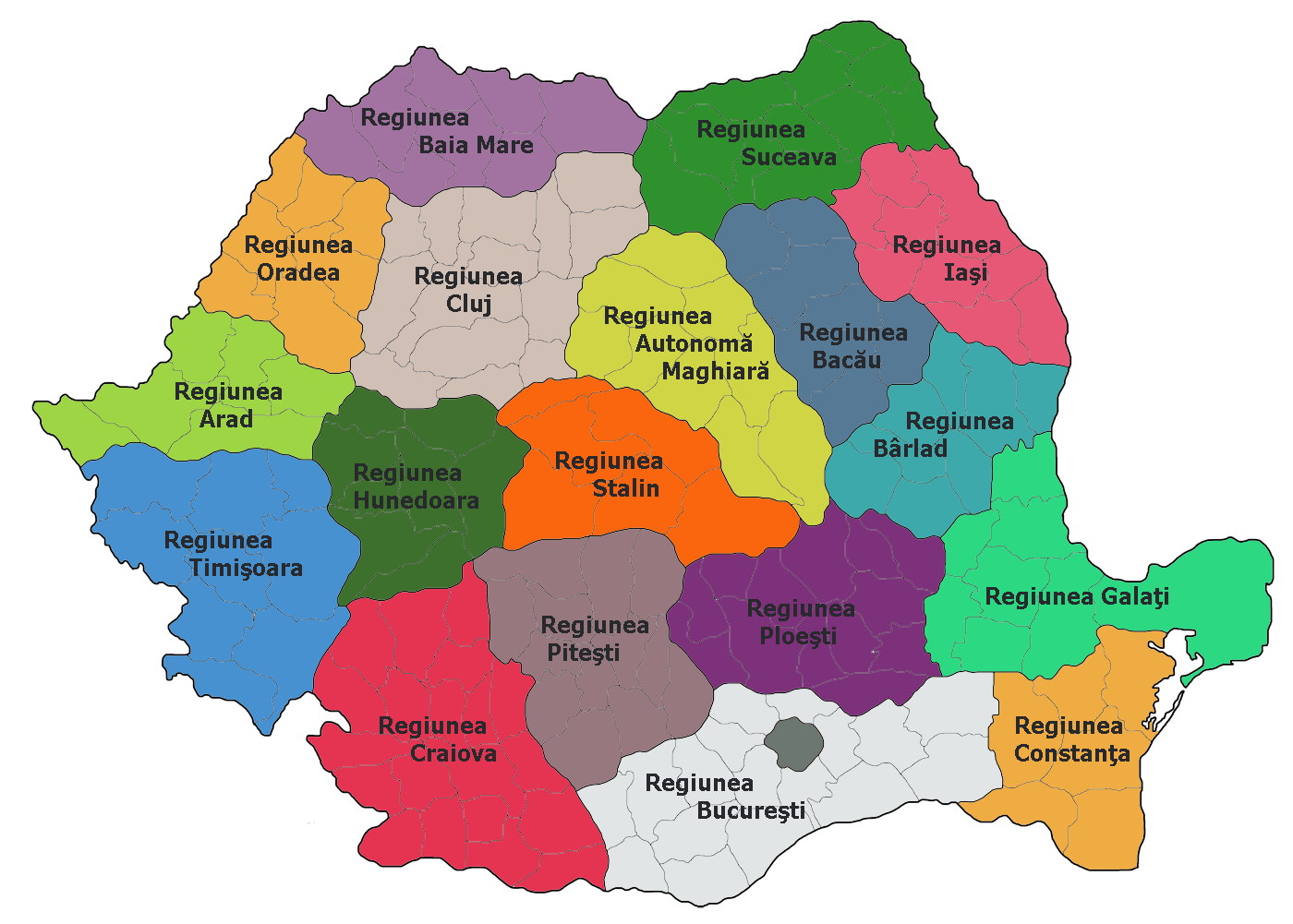
Regiunea Autonomă Maghiară în cadrul împărțirii administrative a României (1952-1956)

În 8 septembrie 1950, în baza Legii nr. 5 are loc prima reorganizare administrativă postbelică a României, după modelul sovietic și transformarea celor 58 de județe în 28 de regiuni și 177 de raioane. Doi ani mai târziu, în urma modificării legii, are loc o primă reorganizare a acestui sistem, în urma căreia, prin comasarea a zece raioane din fostele regiuni Mureș și Stalin, se înființează Regiunea Autonomă Maghiară. 

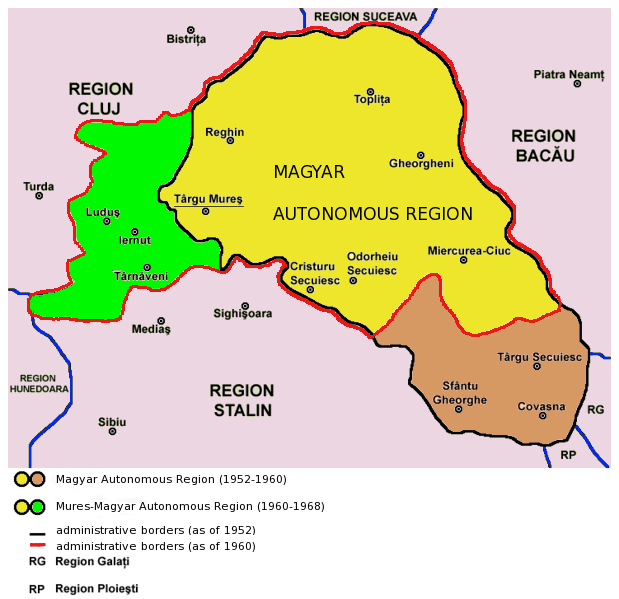

Reședința regiunii a fost la Târgu Mureș, iar teritoriul său cuprindea o suprafață similară cu cea a actualelor județe Covasna și Harghita, precum și partea de est a județului Mureș. Regiunea Autonomă Maghiară avea aproximativ 13.550 km² și o populație de cca. 730.000 locuitori în special de etnie maghiară. 
Limbile oficiale ale regiunii au fost româna și maghiara.

## Demografie
Bazat pe recensământul din 1956, 77,3% din populație erau maghiari (secui), 20,1% români, 1,5% romi, 0,4% germani și 0,4% evrei.

## Vecinii Regiunii Autonome Maghiare
Regiunea Autonomă Maghiară se învecina:
- 1952-1956: la est cu regiunile Bacău și Bârlad, la sud cu regiunea Ploiești, la vest cu regiunile Stalin și Cluj, iar la nord cu regiunile Cluj și Suceava.
- 1956-1960: la est cu regiunile Bacău și Galați, la sud cu regiunea Ploiești, la vest cu regiunile Stalin și Cluj, iar la nord cu regiunile Cluj și Suceava.

## Administrație

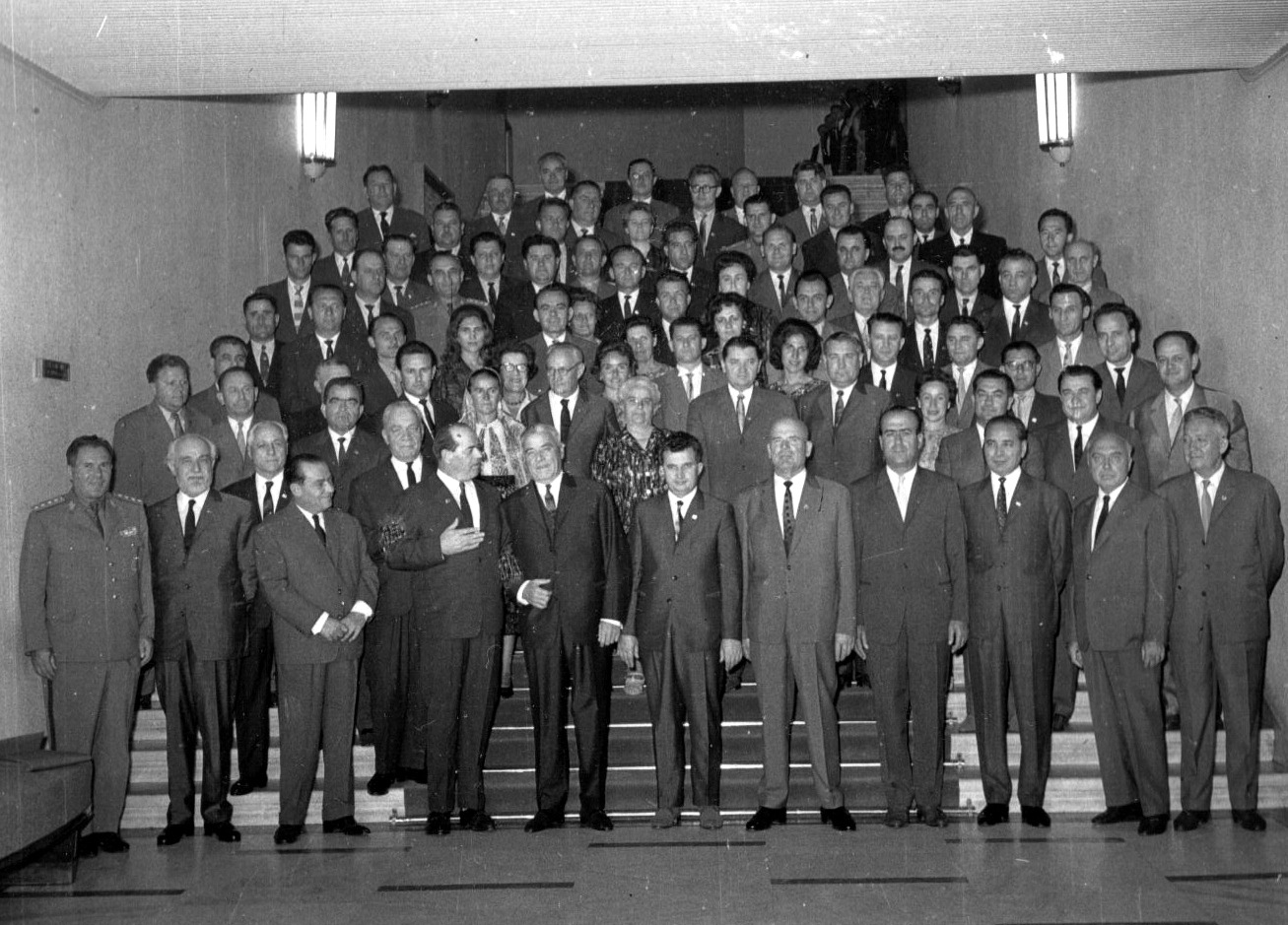
Aspect de la desfășurarea lucrărilor Congresului al IX –lea al P.C.R. – delegația Reg. Mureș Autonomă Maghiară. Nicolae Ceaușescu în prim plan

La 2 ianuarie 1960 biroul executiv al PCR din Regiunea Autonomă Maghiară era format din: Lajos Csupor (prim-secretar), Ioan Bătaga, Mihály Szász, Zoltán Szövérfi, János Molnár (secretari), Ioan Cozma, Géza Fodor, István Jakab, Károly Török (directori pe secțiuni), László Lukács (președintele comitetului executiv al Consiliului Popular Regional), Mihály Gombos (președintele comitetului regional al PCR), Károly Király (prim-secretarul regional al Uniunii Tineretului Comunist), Sándor Csavar (președintele Comitetului Sindical Regional), István Vargancsik (prim-secretar al organizației PCR din municipiul Târgu Mureș), Mihály Kovács (comandantul regional al Miliției), István Valter (directorul școlii regionale de partid).

## Raioanele Regiunii Autonome Maghiare
Regiunea Autonomă Maghiară a cuprins următoarele raioane: 
- 1952-1956: Ciuc, Gheorgheni, Odorhei[4], Reghin, Sângeorgiu de Pădure, Sfântu Gheorghe, Târgu Mureș, Târgu Secuiesc, Toplița
- 1956-1960: Ciuc, Cristuru Secuiesc[5], Gheorgheni, Odorhei, Reghin, Sângeorgiu de Pădure, Sfântu Gheorghe, Târgu Mureș, Târgu Secuiesc, Toplița